# Chatham County (Georgia)
Das Chatham County befindet sich im US-Bundesstaat Georgia der Vereinigten Staaten. Der Verwaltungssitz (County Seat) ist Savannah.

## Geographie
Das County liegt im Südosten von Georgia, grenzt im Osten an den Atlantik und im Nordosten an South Carolina. Es hat eine Fläche von 1638 Quadratkilometern, wovon 503 Quadratkilometer Wasserfläche sind und grenzt im Uhrzeigersinn an folgende Countys: Bryan County und Effingham County.
Das County ist Teil der Metropolregion Savannah.

## Geschichte
Chatham County wurde am 5. Februar 1777 als drittes County in Georgia aus dem Christ Church Parish und Teilen des St. Phillip’s Parish gebildet. Benannt wurde es nach dem britischen Premierminister William Pitt, 1. Earl of Chatham.

### Historische Objekte

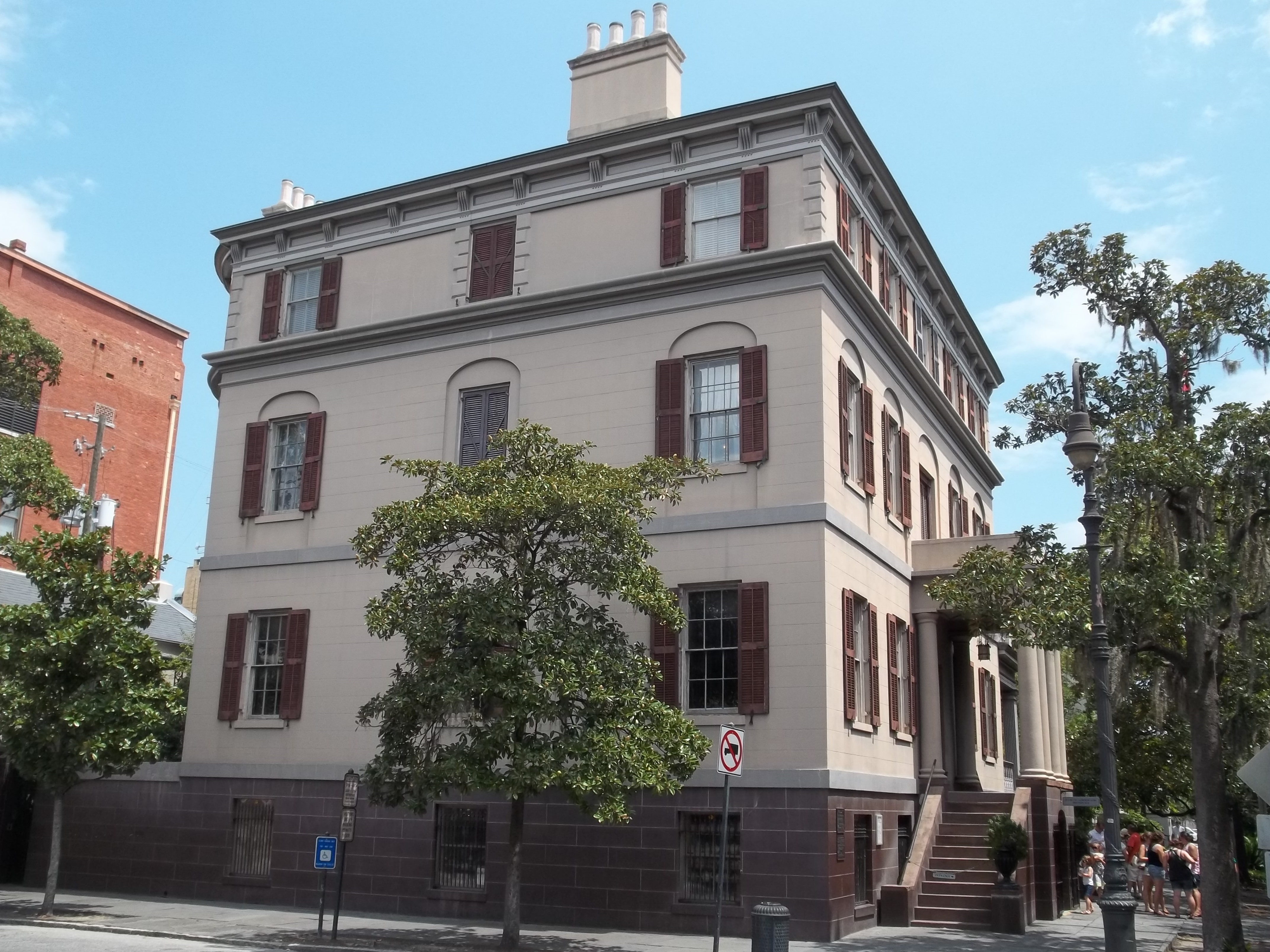
Wayne-Gordon House im Juliette Gordon Low Historic District (2011). Dieser Schutzbezirk umfasst drei Gebäude, die mit Juliette Gordon Low, der Gründerin der Girl Scouts of the USA, in Verbindung stehen. So handelt es sich beim Wayne-Gordon House um ihr Geburtshaus. Im Juni 1965 wurde der Historic District als erste Liegenschaft des Countys als National Historic Landmark anerkannt. Im Oktober 1966 folgte der Eintrag in das NRHP.

72 Bauwerke, Stätten und Historic Districts („historische Bezirke“) im Chatham County sind im National Register of Historic Places („Nationales Verzeichnis historischer Orte“; NRHP) eingetragen (Stand 1. August 2023), darunter haben acht Objekte den Status von National Historic Landmarks („Nationalen historischen Wahrzeichen“) haben.
Savannah
- In Savannah befindet sich der historische Juliette Gordon Low Historic District. Es umfasst drei Gebäude (Wayne-Gordon House: First Girl Scout Headquarters, Andrew Low House sowie das Carriage House) und wurde am 15. Oktober 1966 vom National Register of Historic Places als historisches Denkmal mit der Nummer 66000276 aufgenommen. Es ist zudem im National Historic Landmark eingetragen.[9][10]
- In Savannah, auf der East Gordon Street auf Nummer 207 befindet sich das historische Massie Common School House.

Tybee Island
- Auf Tybee Island ist der historische Fort Screven Historic District eine Sehenswürdigkeit. Es wurde 1982 als nationales Denkmal aufgenommen (NRHP 82002393).
- Siehe auch: Wormsloe Historic Site

## Sonstiges
Chatham County war die Heimat mehrerer hauptsächlich in den Vereinigten Staaten bekannter Personen: Joseph Habersham, dem ersten Postminister der Vereinigten Staaten, Juliette Gordon Lowe, die Gründerin der Mädchen-Pfadfinder (Girl Scouts) und der Musiker und Songschreiber Johnny Mercer.

## Demografische Daten
Laut der Volkszählung von 2010 verteilten sich die damaligen 265.128 Einwohner auf 103.038 bewohnte Haushalte, was einen Schnitt von 2,45 Personen pro Haushalt ergibt. Insgesamt bestehen 119.323 Haushalte.
62,7 % der Haushalte waren Familienhaushalte (bestehend aus verheirateten Paaren mit oder ohne Nachkommen bzw. einem Elternteil mit Nachkomme) mit einer durchschnittlichen Größe von 3,03 Personen. In 31,3 % aller Haushalte lebten Kinder unter 18 Jahren sowie in 23,4 % aller Haushalte Personen mit mindestens 65 Jahren.
26,2 % der Bevölkerung waren jünger als 20 Jahre, 31,1 % waren 20 bis 39 Jahre alt, 24,9 % waren 40 bis 59 Jahre alt und 17,8 % waren mindestens 60 Jahre alt. Das mittlere Alter betrug 34 Jahre. 48,2 % der Bevölkerung waren männlich und 51,8 % weiblich.
52,8 % der Bevölkerung bezeichneten sich als Weiße, 40,1 % als Afroamerikaner, 0,3 % als Indianer und 2,4 % als Asian Americans. 2,3 % gaben die Angehörigkeit zu einer anderen Ethnie und 2,1 % zu mehreren Ethnien an. 5,4 % der Bevölkerung bestand aus Hispanics oder Latinos.
Das durchschnittliche Jahreseinkommen pro Haushalt lag bei 46.987 USD, dabei lebten 19,3 % der Bevölkerung unter der Armutsgrenze.

## Orte im Chatham County
Orte im Chatham County mit Einwohnerzahlen der Volkszählung von 2010:
Cities:
- Bloomingdale – 2.713 Einwohner
- Savannah (County Seat) – 136.286 Einwohner
- Garden City – 8.794 Einwohner
- Pooler – 19.140 Einwohner
- Port Wentworth – 5.359 Einwohner
- Tybee Island – 2.990 Einwohner

Towns:
- Thunderbolt – 2.668 Einwohner
- Vernonburg (County Seat) – 122 Einwohner

Census-designated places:
- Dutch Island – 1.257 Einwohner
- Georgetown – 11.823 Einwohner
- Henderson – 1.647 Einwohner
- Isle of Hope – 2.402 Einwohner
- Montgomery – 4.523 Einwohner
- Skidaway Island – 8.341 Einwohner
- Talahi Island – 1.248 Einwohner
- Whitemarsh Island – 6.792 Einwohner
- Wilmington Island – 15.138 Einwohner

## Wormsloe Historic Site

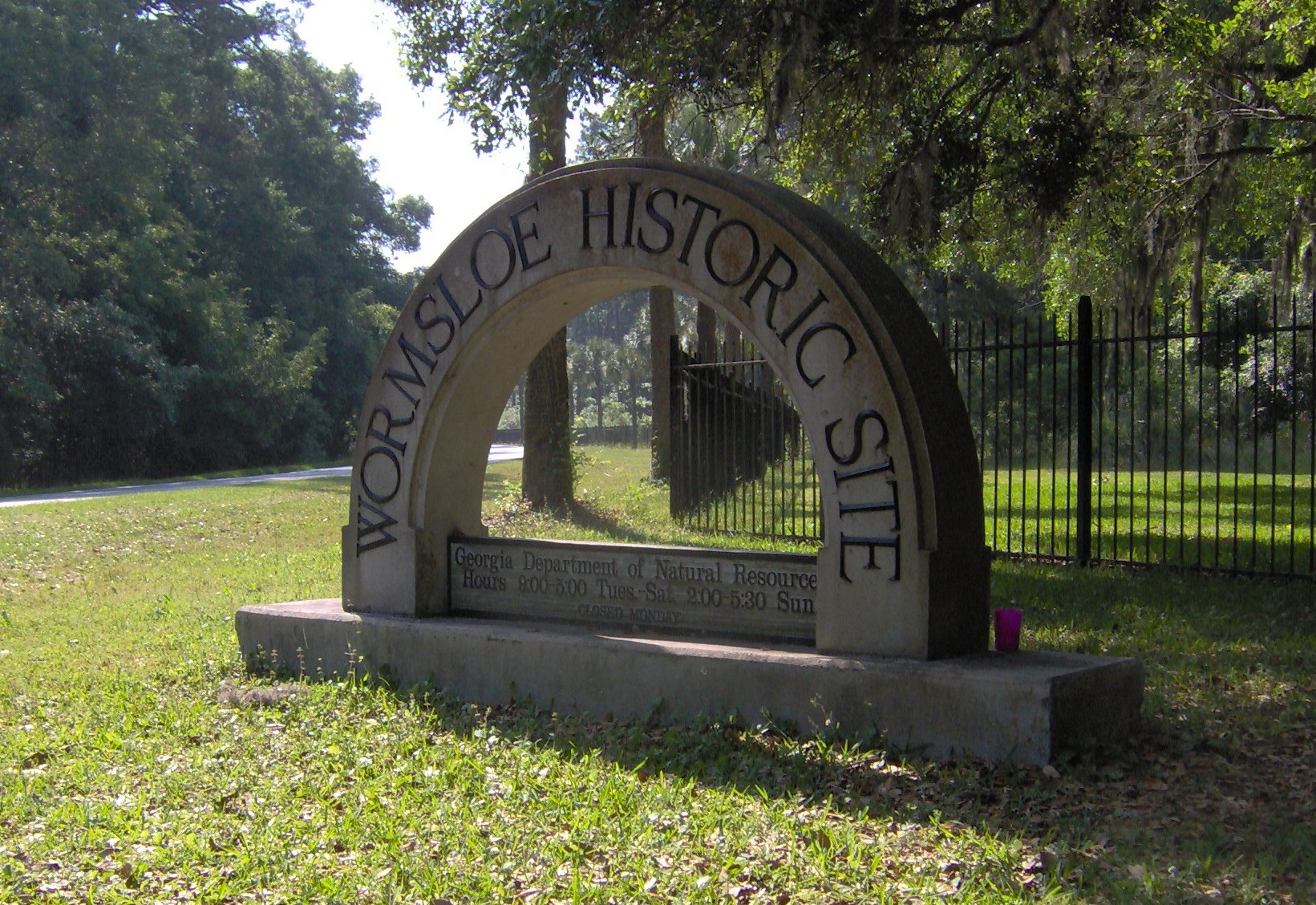
Eingang zur Wormsloe Historic Site
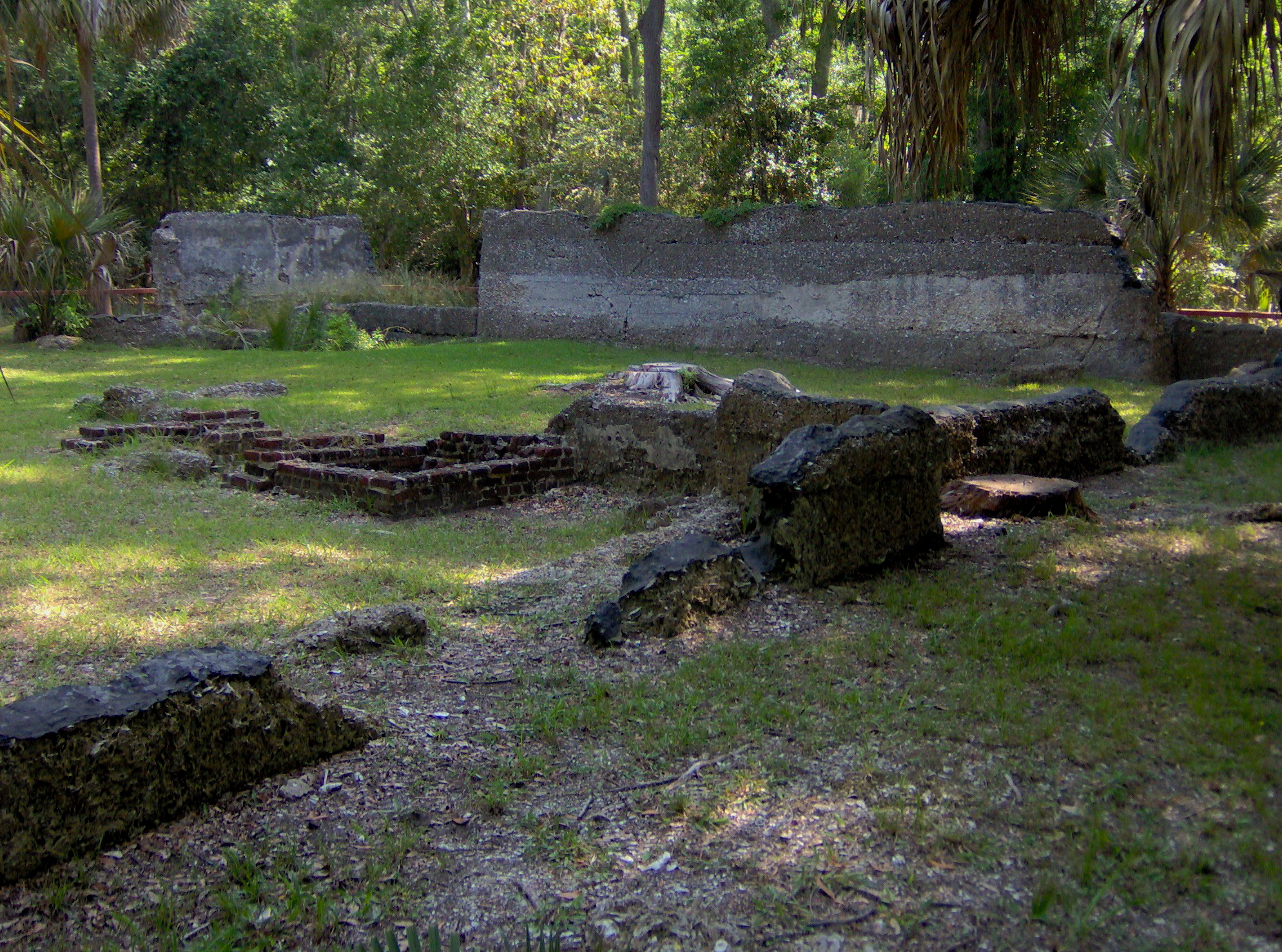
Wormsloe-Ruinen
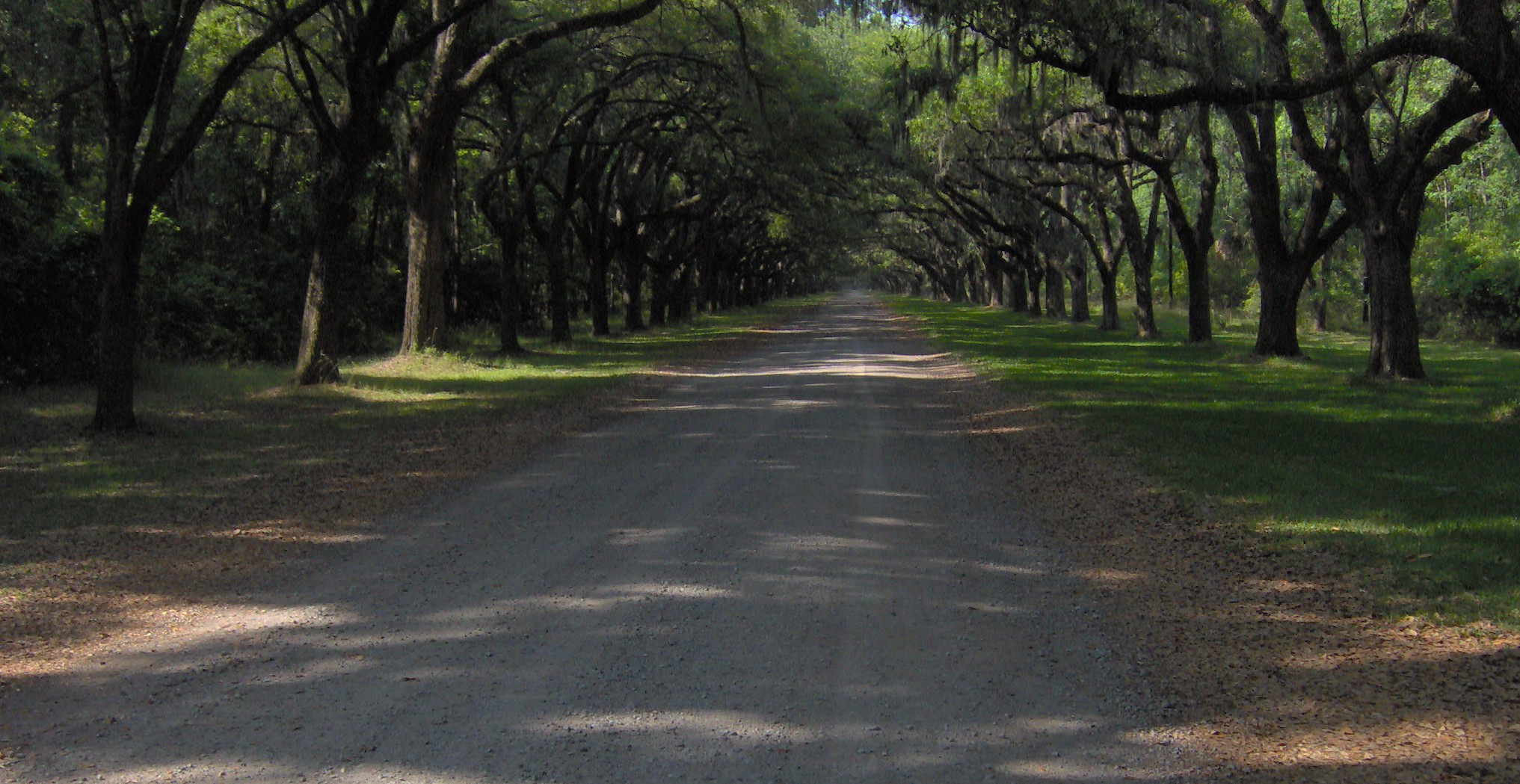
Wormsloe Oak Avenue
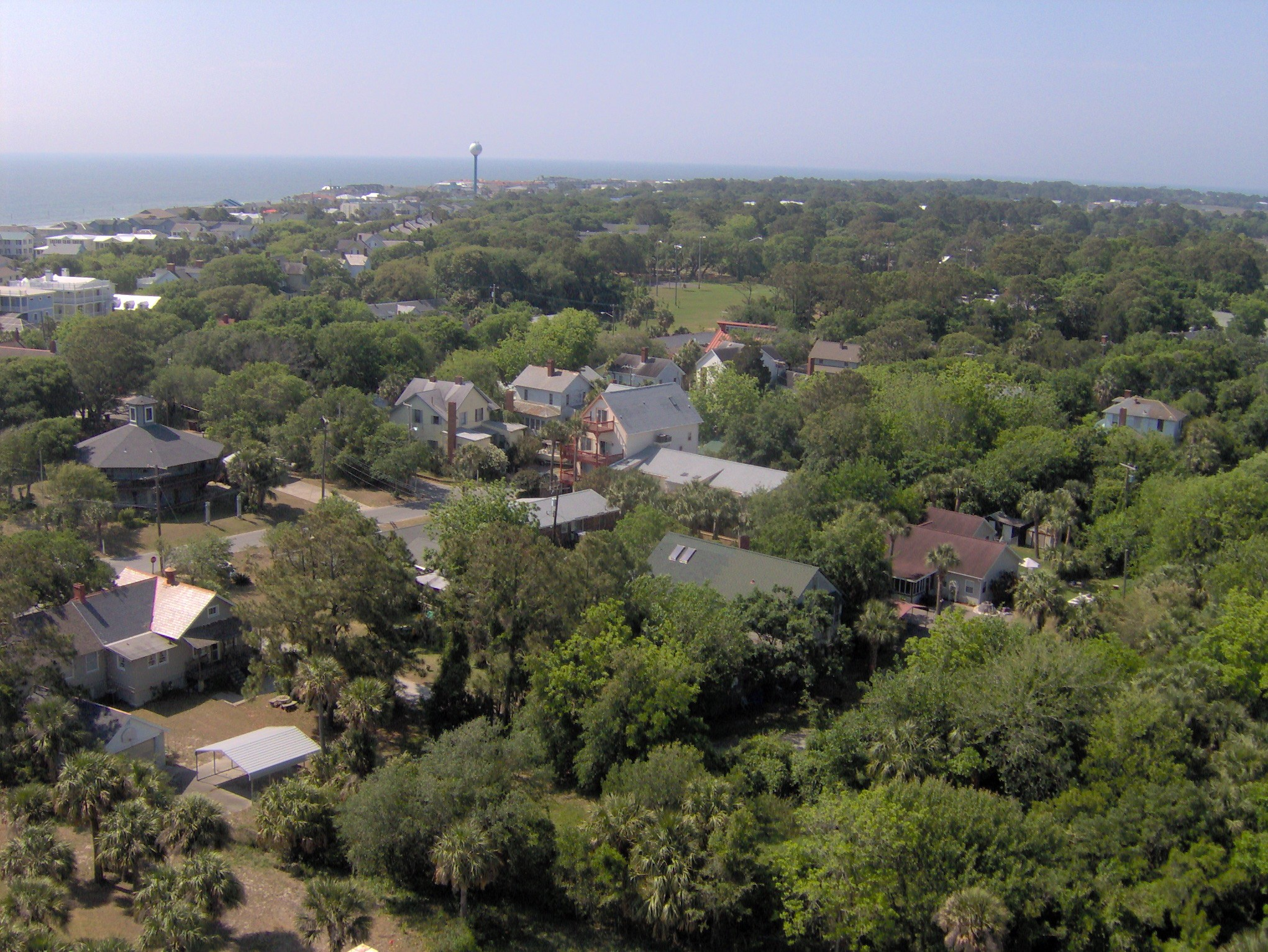
Tybee Island